# Bucculatrix nigripunctella
Bucculatrix nigripunctella är en fjärilsart som beskrevs av Braun 1923. Bucculatrix nigripunctella ingår i släktet Bucculatrix och familjen kronmalar. Inga underarter finns listade i Catalogue of Life.